# Conservatoire à rayonnement régional de Douai
 (août 2025).
Le conservatoire à rayonnement régional de Douai (CRR) est un conservatoire à rayonnement régional, établissement d'enseignement artistique agréé et contrôlé par l'État (Direction générale de la Création artistique du ministère de la Culture et de la Communication), représenté par la direction régionale des Affaires culturelles (DRAC). Il propose trois spécialités, musique,danse et art dramatique. Il est situé à Douai (Nord, France).

## Histoire
Le conservatoire une très ancienne institution culturelle, créée, ainsi qu’en témoignent certains documents conservés aux archives municipales de Douai, le 11 mars 1806. À cette époque, n’existait en France que le conservatoire de Paris – né onze ans plus tôt – dont le conservatoire de Douai devint la première succursale. Dès 1884, l’État reconnaissait ses qualités et lui conféra le titre d’école nationale de musique. Enfin, l’implantation de classes musicales à horaires aménagés, ainsi qu’une expansion générale remarquable tant sur le plan pédagogique que sur le plan de la diffusion musicale, ont conduit le Ministère de la Culture à promouvoir en 1974 l’établissement au rang de conservatoire national de région. 	 
Le conservatoire est situé, depuis 1959, rue de la Fonderie, près de la place Saint-Amé, berceau historique de la ville.
Le bâtiment principal, outre les salles de classe et les locaux administratifs, comporte au cœur même de l’édifice un auditorium de 584 places.

### Chronologie
- 11 mars 1806 : le maire Eugène Deforest de Quartdeville crée l'académie de musique de Douai en confiant sa direction à Pierre-Joseph Lecomte compositeur et musicien ; chef de la musique de la Garde nationale (1789) et s'installe à l'Hôtel du Dauphin.
- 1828 : l'académie de musique compte 108 élèves.
- 1881 : Paul Cuelenaere, soliste de l'opéra de Paris et chef des chœurs des concerts Colonne est nommé directeur par Charles Bertin, sénateur-maire. Sous sa direction de nombreux élèves ont de nombreux succès aux concours d'admission au conservatoire de Paris ; l'académie de musique est déclarée école nationale de musique.
- 1905 : Victor Gallois, élève douaisien, obtient le premier grand prix de Rome de composition[2].
- Les cours ont lieu rue Ferdinant-Dutert et l'école devient une succursale du conservatoire de Paris jusqu'aux bombardements qui détruisent les locaux.
- 1919 : l'enseignement musical reprend au 28, rue Saint-Thomas.
- 1930 : 500 élèves suivent les cours.
- 1938 : Henri Dutilleux obtient le premier grand prix de Rome de composition
- 1940 : le conservatoire est à nouveau détruit ; les cours sont déplacés rue des Foulons.
- 1959 : inauguration du bâtiment actuel.
- 1974 : le conservatoire de Douai devient conservatoire national de région.
- 1999 : rénovation du rez-de-chaussée, du premier étage et de l'auditorium.
- 2004 : le conservatoire accueille 1100 élèves.
- 2005 : réaménagement du sous-sol, 24 classes sont créées.
- 2006 : à l'occasion du bicentenaire, l'auditorium est baptisé "Auditorium Henri Dutilleux".

### Directeurs successifs
- 1806 : Pierre-Joseph Lecomte
- 1881 : Paul Cuenelaere[3]
- 1920 : Victor Gallois
- 1951-1955 : ¨Pierre Dufond
- 1961 : Henri Vachey
- Depuis 2004 : Frédéric Boulard.

## Le CRR aujourd’hui
Le conservatoire, et ses 62 professeurs, accueillent chaque année jusqu’à 1 200 élèves.

### Diplômes délivrés
Le conservatoire décerne un certificat d'études musicales et un certificat d’études chorégraphiques  ainsi que les diplômes d’études musicales, chorégraphiques et théâtrales.

### Enseignement
Dans le domaine musical, le conservatoire délivre un enseignement concernant les cordes (violon, alto, violoncelle, contrebasse), les bois (flûtes, hautbois, basson, saxophone, clarinette), les cuivres (cor, trompette, trombone, tuba) ainsi que les instruments polyphoniques (piano, clavecin, guitare, harpe, orgue, percussions). Des classes de chant, d’écriture et de composition musicales, ainsi que de musique ancienne et traditionnelle sont également proposées. 
Dans le domaine chorégraphique, le conservatoire propose un enseignement en danse classique, contemporaine et jazz ainsi qu’un cursus d’eveil/initiation à la danse à partir de 4 ans. 
Le conservatoire de Douai propose un cursus d’études en trois cycles ainsi qu’un cycle spécialisé pré-professionnel et un cycle de préparation à l'entrée dans les établissements nationaux supérieurs ou  étrangers. 67 enseignants y dispensent un enseignement en musique et en art dramatique tant à l’attention des enfants (dès l’âge de 5 ans en classe d’éveil), des adolescents que des adultes (en fonction des disciplines) pour une pratique en amateur ou pour les futurs professionnels. Il est le seul conservatoire  classé par l'État à proposer l'enseignement du carillon jusqu'en cycle spécialisé. En partenariat avec l’Éducation Nationale, le conservatoire de Douai propose du cours préparatoire à la terminale (section TMD) un enseignement musical en classe à horaire aménagé. Chaque année, plus de 500 enfants et adolescents bénéficient de cet enseignement qui a vu le jour à Douai en 1968. À noter que tous les ans, 16 à 20 élèves de terminale préparent le bac TMD (technicien de la musique et de la danse).

### Partenariats
Le conservatoire, en partenariat avec l’Éducation nationale, s’inscrit dans un cycle de classes à horaires aménagés.
Les écoles primaires Fontellaye et Bufquin, le collège Châtelet et le lycée Jean-Baptiste-Corot participent à ce programme,.

## L'Orgue
Cet orgue est de facture Mühleisen (Strasbourg), comme l'église Notre Dame. Il date de 1986 et est installé à Douai en 1990 à l'aide du financement de la ville et de l'association "Orgues à Douai" à l'époque "association douaisienne des amis des orgues". Il est formé de deux buffets superposés en chêne sculpté, séparables et transportables sans aucun démontage de mécanique ou de tuyauterie. Cet orgue possède un système particulier qui permet aux tuyaux une grande stabilité de tenue et d'accord. La mécanique, simplifiée à l'extrême, est d'une précision diabolique qui permet à l'organiste les variations de toucher les plus sensibles, indispensables pour l'interprétation de la musique ancienne. Le titulaire est Sylvain Heili.

### Composition de l'orgue
Il possède deux claviers de 56 notes et un pédalier de 30 notes. il est composé de 10 jeux et 446 tuyaux.
| I. Positif                                           | II.Grand Orgue                                                                                              | III. Pédale  |
| ---------------------------------------------------- | --- | ------------ |
| Régale 8' Bourdon 8' Principale dessus 2' (do3-sol5) | Flûte 8' Flûte 4' Doublette 2' Nazard 2' 2/3 (si2-sol5) Tierce 1' 3/5 (si2-sol5) Larigot 1' 1/3 (fa#2-sol5) | Douçaine 16' |

Tirasse: GO
Accouplement à tiroir
Tremblant doux général